# Liga Campionilor EHF Feminin 2018-2019
Liga Campionilor EHF Feminin 2018-19 a fost a 26-a ediție a Ligii Campionilor EHF Feminin, competiția celor mai bune cluburi de handbal feminin din Europa, organizată și supervizată de Federația Europeană de Handbal.

## Formatul competiției
Grupele preliminare
16 echipe au participat în competiție, împărțite în patru grupe de câte patru în care au jucat într-un turneu de tip fiecare cu fiecare, cu meciuri pe teren propriu și în deplasare. Primele trei echipe din fiecare grupă s-au calificat în grupele principale.
Grupele principale
Cele 12 echipe calificate au fost divizate în două grupe de câte șase în care au jucat în sistem fiecare cu fiecare, cu meciuri pe teren propriu și în deplasare. Echipele și-au păstrat punctele câștigate în grupele preliminare în meciurile împotriva celorlalte două adversare calificate și ele în grupele principale. Primele patru echipe din fiecare grupă au avansat în sferturile de finală. 
Fazele eliminatorii
Precum în anii anteriori, cele 4 câștigătoare ale sferturilor de finală și-au disputat titlul european în formatul EHF FINAL4.

## Repartizarea echipelor
14 echipe s-au calificat direct în faza grupelor. Alte 8 s-au înfruntat în două turnee de calificări, iar câștigătoarele acestora au avansat în faza grupelor. 
| Faza grupelor          | Faza grupelor       | Faza grupelor     | Faza grupelor         |
| ---------------------- | ------------------- | ----------------- | --------------------- |
| København Håndbold     | Odense Håndbold     | Brest Handball    | Metz Handball         |
| Thüringer HC           | Ferencvárosi TC     | Győri Audi ETO KC | ŽRK Budućnost         |
| Larvik HK              | Vipers Kristiansand | CSM București     | Rostov-Don            |
| RK Krim                | IK Sävehof          | SG Bietigheim1)   | Podravka Koprivnica2) |
| Turneele de calificare |                     |                   |                       |
| Podravka Koprivnica    | SG BBM Bietigheim   | Jomi Salerno      | MKS Perla Lublin      |
| SCM Craiova            | ŽORK Jagodina       | BM Bera Bera      | Muratpaşa Bld. SK     |

## Tragerile la sorți
Tragerea la sorți pentru turneele de calificare a avut loc pe 27 iunie 2018, de la ora locală 11:00, la sediul EHF din Viena, Austria, iar pentru faza grupelor la Erste Campus din Viena, pe 29 iunie 2018, de la ora locală 12:30.
| Faza                   | Data tragerii la sorți |
| ---------------------- | ---------------------- |
| Turneele de calificare | 27 iunie 2018          |
| Faza grupelor          | 29 iunie 2018          |
| Fazele eliminatorii    | 29 iunie 2018          |
| Final Four             | 16 aprilie 2019        |

## Etapa calificărilor
8 echipe au luat parte la barajele de calificare. Ele au fost trase la sorți în două grupe de câte patru echipe, unde au jucat o semifinală și o finală sau un meci pentru locurile 3-4. Cele două câștigătoare ale barajelor de calificare s-au calificat în faza grupelor. Tragerea la sorți a avut loc pe 27 iunie 2018, de la ora locală 11:00, la sediul EHF din Viena, Austria.

### Turneul 1 de calificare
|  | Semifinalele                 | Semifinalele                 |    |                              | Finala                       | Finala |  |
|  |                              |                              |    |                              |                              |        |  |
|  | 7 septembrie 2018, ora 16:00 |                              |    |                              |                              |        |  |
|  | SG Bietigheim                | 33                           |    |                              |                              |        |  |
|  | BM Bera Bera                 | 27                           |    |                              |                              |        |  |
|  |                              |                              |    |                              |                              |        |  |
|  |                              |                              |    |                              | 9 septembrie 2018, ora 19:00 |        |  |
|  |                              |                              |    |                              | SG Bietigheim                | 34     |  |
|  |                              | MKS Lublin                   | 19 |                              |                              |        |  |
|  |                              |                              |    |                              |                              |        |  |
|  |                              |                              |    |                              |                              |        |  |
|  |                              |                              |    |                              | Locurile 3-4                 |        |  |
|  | 7 septembrie 2018, ora 19:00 | 7 septembrie 2018, ora 19:00 |    | 9 septembrie 2018, ora 16:00 | 9 septembrie 2018, ora 16:00 |        |  |
|  | MKS Lublin                   | 28                           |    | BM Bera Bera                 | 40                           |        |  |
|  | Jomi Salerno                 | 17                           |    |                              | Jomi Salerno                 | 20     |  |

### Turneul 2 de calificare
|  | Semifinalele                 | Semifinalele                 |    |                              | Finala                       | Finala |  |
|  |                              |                              |    |                              |                              |        |  |
|  | 7 septembrie 2018, ora 16:30 |                              |    |                              |                              |        |  |
|  | SCM Craiova                  | 31                           |    |                              |                              |        |  |
|  | ŽORK Jagodina                | 18                           |    |                              |                              |        |  |
|  |                              |                              |    |                              |                              |        |  |
|  |                              |                              |    |                              | 9 septembrie 2018, ora 18:00 |        |  |
|  |                              |                              |    |                              | SCM Craiova                  | 21     |  |
|  |                              | RK Podravka                  | 22 |                              |                              |        |  |
|  |                              |                              |    |                              |                              |        |  |
|  |                              |                              |    |                              |                              |        |  |
|  |                              |                              |    |                              | Locurile 3-4                 |        |  |
|  | 7 septembrie 2018, ora 19:30 | 7 septembrie 2018, ora 19:30 |    | 9 septembrie 2018, ora 15:00 | 9 septembrie 2018, ora 15:00 |        |  |
|  | RK Podravka                  | 35                           |    | ŽORK Jagodina                | 26                           |        |  |
|  | Muratpaşa Bld.               | 22                           |    |                              | Muratpaşa Bld.               | 24     |  |

## Faza grupelor
Tragerea la sorți a avut loc pe 29 iunie 2018, de la ora 12:30 CET, și a fost transmisă în direct pe canalul ehfTV. Extragerea a fost efectuată de handbaliștii Eduarda Amorim și Thierry Omeyer, împreună cu Secretarul General al EHF Martin Hausleitner.
În fiecare grupă echipele au jucat una împotriva celeilalte după sistemul fiecare cu fiecare, în meciuri tur și retur.
| Modul de departajare |
| --- |
| În faza grupelor, echipele au fost departajate pe bază de punctaj (2 puncte pentru victorie, 1 punct pentru meci egal, 0 puncte pentru înfrângere). La terminarea fazei grupelor, dacă două sau mai multe echipe dintr-o grupă au acumulat același număr de puncte, atunci departajarea lor s-a făcut conform capitolului 4.3, secțiunea II din regulament, ținând cont de următoarele criterii și în următoarea ordine: 1. Cel mai mare număr de puncte obținute în meciurile directe; 2. Golaveraj superior în meciurile directe; 3. Cel mai mare număr de goluri înscrise în meciurile directe (sau în meciul din deplasare, în cazul sistemului tur-retur); 4. Golaveraj superior în toate meciurile din grupă; 5. Cel mai bun golaveraj pozitiv în toate meciurile din grupă; Dacă, folosind criteriile de mai sus, a fost determinat locul uneia din echipele cu punctaj egal, criteriile au fost din nou folosite în aceeași ordine până când a fost determinat locul tuturor echipelor. În situația în care echipele ar fi rămas la egalitate și după folosirea criteriilor de mai sus, atunci Federația Europeană de Handbal ar fi luat o decizie de departajare prin tragere la sorți. Acest lucru nu s-a întâmplat. În timpul fazei grupelor, doar criteriile 4–5 s-au aplicat pentru a determina clasamentul provizoriu al echipelor. |

|  | Echipele calificate în grupele principale          |
|  | Echipele retrogradate în Faza grupelor a Cupei EHF |

### Grupa A
| Echipa          | M | V | E | Î | GM  | GP  | G   | Pct |
| --------------- | - | - | - | - | --- | --- | --- | --- |
| Metz Handball   | 6 | 4 | 1 | 1 | 166 | 133 | +33 | 9   |
| ŽRK Budućnost   | 6 | 4 | 0 | 2 | 152 | 142 | +10 | 8   |
| Odense Håndbold | 6 | 2 | 1 | 3 | 155 | 165 | −10 | 5   |
| Larvik HK       | 6 | 1 | 0 | 5 | 137 | 170 | −33 | 2   |

|               | BUD     | MTZ     | ODE     | LHK     |
| ------------- | ------- | ------- | ------- | ------- |
| ŽRK Budućnost | –       | 23 – 19 | 31 – 28 | 26 – 25 |
| Metz Handball | 25 – 24 | –       | –       | 31 – 20 |
| Odense HB     | 22 – 26 | 19 – 19 | –       | 27 – 23 |
| Larvik HK     | 23 – 22 | 21 – 31 | 25 – 33 | –       |

### Grupa B
| Echipa             | M | V | E | Î | GM  | GP  | G   | Pct |
| ------------------ | - | - | - | - | --- | --- | --- | --- |
| Rostov-Don         | 6 | 5 | 1 | 0 | 178 | 146 | +32 | 11  |
| København Håndbold | 6 | 3 | 1 | 2 | 175 | 157 | +18 | 7   |
| Brest Bretagne HB  | 6 | 2 | 2 | 2 | 182 | 172 | +10 | 6   |
| IK Sävehof         | 6 | 0 | 0 | 6 | 144 | 204 | −60 | 0   |

|                | ROS     | KØB     | SÄV     | BRE     |
| -------------- | ------- | ------- | ------- | ------- |
| Rostov-Don     | –       | 30 – 25 | 30 – 21 | 30 – 24 |
| København HB   | 21 – 27 | –       | 33 – 22 | 32 – 28 |
| IK Sävehof     | 26 – 32 | 22 – 36 | –       | 27 – 39 |
| Brest Handball | 29 – 29 | 28 – 28 | 34 – 26 | –       |

### Grupa C
| Echipa            | M | V | E | Î | GM  | GP  | G   | Pct |
| ----------------- | - | - | - | - | --- | --- | --- | --- |
| Győri Audi ETO KC | 6 | 6 | 0 | 0 | 210 | 140 | +70 | 12  |
| RK Krim           | 6 | 2 | 2 | 2 | 153 | 164 | −11 | 6   |
| Thüringer HC      | 6 | 1 | 1 | 4 | 153 | 173 | −20 | 3   |
| RK Podravka[2]    | 6 | 1 | 1 | 4 | 142 | 181 | −39 | 3   |

|              | GYŐ     | THC     | RKK     | KOP     |
| ------------ | ------- | ------- | ------- | ------- |
| Győri ETO KC | –       | 31 – 28 | 39 – 23 | 37 – 17 |
| Thüringer HC | 22 – 38 | –       | 26 – 26 | 26 – 28 |
| RK Krim      | 23 – 32 | 27 – 20 | –       | 27 – 20 |
| Podravka     | 27 – 33 | 23 – 31 | 27 – 27 | –       |

### Grupa D
| Echipa              | M | V | E | Î | GM  | GP  | G   | Pct |
| ------------------- | - | - | - | - | --- | --- | --- | --- |
| CSM București       | 6 | 4 | 0 | 2 | 185 | 171 | +14 | 8   |
| Vipers Kristiansand | 6 | 3 | 1 | 2 | 180 | 162 | +18 | 7   |
| Ferencvárosi TC     | 6 | 3 | 0 | 3 | 174 | 186 | −12 | 6   |
| SG Bietigheim[1]    | 6 | 1 | 1 | 4 | 162 | 182 | −20 | 3   |

|               | CSM     | VIP     | FTC     | BIE     |
| ------------- | ------- | ------- | ------- | ------- |
| CSM București | –       | 26 – 31 | 36 – 31 | 32 – 24 |
| Vipers        | 27 – 29 | –       | 35 – 27 | 27 – 27 |
| Ferencváros   | 28 – 34 | 27 – 26 | –       | 33 – 30 |
| SG Bietigheim | 30 – 28 | 26 – 34 | 25 – 28 | –       |

Note
1) Provenită din Turneul 1 de calificare
2) Provenită din Turneul 2 de calificare

## Grupele principale
În această fază au avansat primele trei echipe din fiecare grupă preliminară. Fiecare echipă și-a păstrat punctele și golaverajul obținute în meciurile directe contra celorlalte echipe calificate din grupă.
În fiecare grupă principală echipele au jucat una împotriva celeilalte după sistemul fiecare cu fiecare, în meciuri tur și retur.
|  | Echipele calificate în sferturile de finală |
|  | Echipele eliminate din competiție           |

### Grupa 1
| Echipa             | M  | V | E | Î | GM  | GP  | G   | Pct |
| ------------------ | -- | - | - | - | --- | --- | --- | --- |
| Metz Handball      | 10 | 7 | 1 | 2 | 299 | 242 | +57 | 15  |
| Rostov-Don         | 10 | 7 | 1 | 2 | 261 | 241 | +20 | 15  |
| ŽRK Budućnost      | 10 | 5 | 1 | 4 | 245 | 248 | −3  | 11  |
| Odense Håndbold    | 10 | 3 | 2 | 5 | 246 | 267 | −21 | 8   |
| København Håndbold | 10 | 3 | 2 | 5 | 271 | 280 | −9  | 8   |
| Brest Bretagne HB  | 10 | 0 | 3 | 7 | 253 | 297 | −44 | 3   |

|                | ROS     | BUD     | MTZ     | KØB     | BRE     | ODE     |
| -------------- | ------- | ------- | ------- | ------- | ------- | ------- |
| Rostov-Don     | –       | 24 – 22 | 18 – 26 | 30 – 25 | 30 – 24 | 25 – 19 |
| ŽRK Budućnost  | 20 – 23 | –       | 23 – 19 | 29 – 27 | 28 – 27 | 31 – 28 |
| Metz Handball  | 29 – 25 | 25 – 24 | –       | 36 – 24 | 39 – 26 | 41 – 26 |
| København HB   | 21 – 27 | 31 – 20 | 36 – 33 | –       | 32 – 28 | 24 – 24 |
| Brest Handball | 29 – 29 | 22 – 22 | 21 – 32 | 28 – 28 | –       | 24 – 29 |
| Odense HB      | 26 – 30 | 22 – 26 | 19 – 19 | 25 – 23 | 28 – 24 | –       |

### Grupa a 2-a
| Echipa              | M  | V | E | Î | GM  | GP  | G   | Pct |
| ------------------- | -- | - | - | - | --- | --- | --- | --- |
| Győri Audi ETO KC   | 10 | 8 | 2 | 0 | 333 | 267 | +66 | 18  |
| Vipers Kristiansand | 10 | 6 | 0 | 4 | 288 | 265 | +23 | 12  |
| Ferencvárosi TC     | 10 | 5 | 2 | 3 | 298 | 306 | −8  | 12  |
| CSM București       | 10 | 5 | 1 | 4 | 292 | 282 | +10 | 11  |
| RK Krim             | 10 | 2 | 1 | 7 | 243 | 281 | −38 | 5   |
| Thüringer HC        | 10 | 0 | 2 | 8 | 255 | 308 | −53 | 2   |

|               | GYŐ     | CSM     | VIP     | RKK     | FTC     | THC     |
| ------------- | ------- | ------- | ------- | ------- | ------- | ------- |
| Győri ETO KC  | –       | 36 – 27 | 33 – 29 | 39 – 23 | 32 – 32 | 31 – 28 |
| CSM București | 25 – 27 | –       | 26 – 31 | 32 – 26 | 36 – 31 | 23 – 23 |
| Vipers        | 26 – 33 | 27 – 29 | –       | 29 – 21 | 35 – 27 | 31 – 24 |
| RK Krim       | 23 – 32 | 23 – 22 | 24 – 25 | –       | 23 – 25 | 27 – 20 |
| Ferencváros   | 32 – 32 | 28 – 34 | 27 – 26 | 31 – 27 | –       | 30 – 29 |
| Thüringer HC  | 22 – 38 | 30 – 38 | 21 – 29 | 26 – 26 | 32 – 35 | –       |

## Fazele eliminatorii
În această fază au avansat primele patru echipe din fiecare grupă principală. 

### Sferturile de finală
| Echipa 1        | Scor gen. | Echipa 2            | Tur   | Retur |
| --------------- | --------- | ------------------- | ----- | ----- |
| CSM București   | 48 – 54   | Metz Handball       | 26–31 | 22–23 |
| Odense Håndbold | 49 – 62   | Győri Audi ETO KC   | 28–29 | 21–33 |
| Ferencvárosi TC | 48 – 62   | Rostov-Don          | 26–29 | 22–33 |
| ŽRK Budućnost   | 37 – 49   | Vipers Kristiansand | 19–24 | 18–25 |

### Final4
Câștigătoarele sferturilor de finală s-au calificat în turneul Final4, care s-a desfășurat în Sala László Papp din Budapesta, între 11 și 12 mai 2019.
|  | Semifinalele Sala László Papp, Budapesta | Semifinalele Sala László Papp, Budapesta |                         |    | Finala Sala László Papp, Budapesta | Finala Sala László Papp, Budapesta |
|  |                                          |                                          |                         |    |                                    |                                    |
|  | 11 mai 2019 (16:15 CET)                  |                                          |                         |    |                                    |                                    |
|  |                                          |                                          |                         |    |                                    |                                    |
|  | Vipers Kristiansand                      | 22                                       |                         |    |                                    |                                    |
|  | Vipers Kristiansand                      | 22                                       | 12 mai 2019 (18:00 CET) |    |                                    |                                    |
|  | Győri Audi ETO KC                        | 31                                       |                         |    |                                    |                                    |
|  | Győri Audi ETO KC                        | 31                                       | Győri Audi ETO KC       | 25 |                                    |                                    |
|  | 11 mai 2019 (19:00 CET)                  |                                          | Győri Audi ETO KC       | 25 |                                    |                                    |
|  |                                          | Rostov-Don                               | 24                      |    |                                    |                                    |
|  | Metz Handball                            | Rostov-Don                               | 24                      | 25 |                                    |                                    |
|  | Metz Handball                            |                                          |                         | 25 |                                    |                                    |
|  | Rostov-Don                               | 27                                       |                         |    |                                    |                                    |
|  | Rostov-Don                               | 27                                       | Finala mică             |    |                                    |                                    |
|  |                                          |                                          |                         |    |                                    |                                    |
|  | 12 mai 2019 (15:15 CET)                  |                                          |                         |    |                                    |                                    |
|  |                                          |                                          |                         |    |                                    |                                    |
|  | Vipers Kristiansand                      | 27                                       |                         |    |                                    |                                    |
|  | Vipers Kristiansand                      | 27                                       |                         |    |                                    |                                    |
|  | Metz Handball                            | 25                                       |                         |    |                                    |                                    |

## Premiile competiției

### All-Star Team
Votarea pentru echipa ideală a început pe 8 aprilie 2019. Echipa ideală și celelalte premii ale ediției 2018-2019 a Ligii Campionilor au fost anunțate pe 10 mai 2019.
| Post            | Handbalistă                | Club                |
| --------------- | -------------------------- | ------------------- |
| Portar          | Katrine Lunde (NOR)        | Vipers Kristiansand |
| Extremă stânga  | Manon Houette (FRA)        | Metz Handball       |
| Inter stânga    | Anne Mette Hansen (DEN)    | Győri Audi ETO KC   |
| Pivot           | Crina Pintea (ROU)         | Győri Audi ETO KC   |
| Coordonator     | Stine Bredal Oftedal (NOR) | Győri Audi ETO KC   |
| Inter dreapta   | Anna Viahireva (RUS)       | Rostov-Don          |
| Extremă dreapta | Jovanka Radičević (MNE)    | CSM București       |

### Alte premii
- MVP al Final4:  Kari Aalvik Grimsbø (NOR) ( Győri Audi ETO KC)
- Cel mai bun antrenor:  Emmanuel Mayonnade (FRA) ( Metz Handball)
- Cea mai bună tânără jucătoare:  Noémi Háfra (HUN) ( FTC-Rail Cargo Hungaria)
- Cea mai bună apărătoare:  Eduarda Amorim (BRA) ( Győri Audi ETO KC)
- Cea mai bună marcatoare:  Linn Jørum Sulland (NOR) ( Vipers Kristiansand) (89 de goluri)

## Clasamentul marcatoarelor
Actualizat pe 12 mai 2019
| Poz. | Nume                     | Echipă                  | Goluri |
| ---- | ------------------------ | ----------------------- | ------ |
| 1    | Linn Jørum Sulland (NOR) | Vipers Kristiansand     | 89     |
| 2    | Noémi Háfra (HUN)        | FTC-Rail Cargo Hungaria | 80     |
| 2    | Jovanka Radičević (MNE)  | CSM București           | 80     |
| 4    | Ana Gros (SLO)           | Brest Bretagne Handball | 76     |
| 5    | Cornelia Groot (NED)     | Győri Audi ETO KC       | 73     |
| 5    | Andrea Lekić (SRB)       | CSM București           | 73     |
| 7    | Iveta Luzumová (CZE)     | Thüringer HC            | 71     |
| 7    | Henny Reistad (NOR)      | Vipers Kristiansand     | 71     |
| 7    | Grâce Zaadi (FRA)        | Metz Handball           | 71     |